# Sarak Matua
Sarak Matua is een bestuurslaag in het regentschap Mandailing Natal van de provincie Noord-Sumatra, Indonesië. Sarak Matua telt 835 inwoners (volkstelling 2010).